# Lapis Re:Lights
Lapis Re:Lights (ラピスリライツ ～この世界のアイドルは魔法が使える～ Rapisu Riraitsu: Kono Sekai no Idol wa Mahō ga Tsukaeru?) es una franquicia multimedia japonesa creada por KLab y Kadokawa Corporation. Cuenta con un escenario escrito por Hajime Asano y diseños de personajes de U35. Incluye un juego para teléfonos inteligentes para dispositivos Android e iOS, una adaptación de manga de Hirochi y Shingo Nagai, novelas, lanzamientos musicales y eventos en vivo. Una serie de televisión de anime de Yokohama Animation Laboratory que se emitió de julio a septiembre de 2020.

## Personajes

### LiGHTs
Tiara (ティアラ?)
 Seiyū: Yukari Anzai
Una princesa que ha venido a una escuela de magia para estudiar. Oculta su estatus de princesa a sus amigos porque desea tener una vida escolar normal.
Rosetta (ロゼッタ Rozetta?)
 Seiyū: Risa Kubota
Amiga de la infancia de Tiara que también estudia en la escuela de magia.
Lavie (ラヴィ Ravi?)
 Seiyū: Live Mukai
Ashley (アシュレイ Ashurei?)
 Seiyū: Iori Saeki
Lynette (リネット Rinetto?)
 Seiyū: Mizuki Yamamoto

### IV KLORE
Emilia (エミリア Emiria?)
 Seiyū: Hazuki Hoshino
Una estudiante súcubo.
Alpha (あるふぁ Arufa?)
 Seiyū: Tomomi Mineuchi
Una muñeca mágica.
Salsa (サルサ Sarusa?)
 Seiyū: Yū Sasahara
Una estudiante hombre lobo.
Garnet (ガーネット Gānetto?)
 Seiyū: Yōko Nakayama
un estudiante fantasma.

### Konohana wa Otome (この花は乙女)
Nadeshiko (ナデシコ?)
 Seiyū: Rina Hon'izumi
Tsubaki (ツバキ?)
 Seiyū: Arisa Suzuki
Kaede (カエデ?)
 Seiyū: Yūko Ōno

### Sugar Pockets
Ratura (ラトゥーラ Ratūra?)
 Seiyū: Yukimi Hayase
Champe (シャンペ Shianpe?)
 Seiyū: Seika Hirose
Maryberry (メアリーベリー Mearīberī?)
 Seiyū: Hikaru Akao

### Sadistic Candy
Angelica (アンジェリカ Anjerika?)
 Seiyū: Yuka Amemiya
Miembro de Sadistic Candy. Ella es en realidad Angers de Ray.
Lucifer (ルキフェル Rukiferu?)
 Seiyū: Risae Matsuda

### supernova
Yue (ユエ?)
 Seiyū: Yū Sakuragi
Millefeuille (ミルフィーユ Mirufīyu?)
 Seiyū: Saeko Oku
Fiona (フィオナ?)
 Seiyū: Haruka Itou

### Ray
Eliza (エリザ Eriza?)
 Seiyū: Kana Hanazawa
The leader of Ray and Tiara's older sister.
Chloe (クロエ Kuroe?)
 Seiyū: Yoshino Nanjō
Angers (あんじぇ Anje?)
 Seiyū: Yuka Amemiya
Un miembro de Ray. Tras la disolución de Ray, se convirtió en miembro de Sadistic Candy bajo el nombre de Angelica.
Camilla (カミラ Kamira?)
 Seiyū: Sumire Uesaka
Yuzuriha (ユズリハ?)
 Seiyū: Ayane Sakura

## Contenido de la obra

### Manga
Una adaptación de manga de Hiroichi comenzó a serializarse en la edición de diciembre de 2019 de Dengeki Daioh, que se lanzó el 26 de octubre de 2019.

### Anime
La serie animada de 12 episodios fue dirigida por Hiroyuki Hata en Yokohama Animation Laboratory con Taro Ikegami como director de animación en jefe y diseñador de personajes. Los guiones de la serie fueron supervisados por Kasumi Tsuchida y Hajime Asano, y la música fue compuesta por Satoshi Hōno. "Lapis Re:LiGHTs Stars" interpretó el tema de apertura "Watashi-tachi no Startrail" (私たちのSTARTRAIL, "Our Startrail"), mientras que LiGHTs interpretó el tema final "Planetarium" (プラネタリウム, "Puranetarimu").  Se emitió del 4 de julio al 19 de septiembre de 2020 en Tokyo MX y BS11. Funimation adquirió la serie y la transmitió en su sitio web en América del Norte y las islas británicas, y en AnimeLab en Australia y Nueva Zelanda.